# 새동역
새동역은 룡성선의 역이다. 개업 당시에는 마람역(馬嵐驛)이었다.